# Lijst van beelden in Leudal
Dit is een (onvolledige) chronologische lijst van beelden in Leudal. Onder een beeld wordt hier verstaan elk driedimensionaal kunstwerk in de openbare ruimte van de Nederlandse gemeente Leudal, waarbij beeld wordt gebruikt als verzamelbegrip voor sculpturen, standbeelden, installaties, gedenktekens en overige beeldhouwwerken.
Voor een volledig overzicht van de beschikbare afbeeldingen zie de categorie Beelden in Leudal op Wikimedia Commons.
| Geplaatst   | Omschrijving                  | Kunstenaar                         | Straat                       | Plaats      | Materiaal | Afbeelding   |
| ----------- | ----------------------------- | ---------------------------------- | ---------------------------- | ----------- | --------- | ------------ |
| 1909        | Sint Martinus                 |                                    | Kerkplein                    | Neer        |           |              |
| 1922        | Heilig Hartbeeld (Buggenum)   | Gerard Theelen en Karel Lücker     | Nussestraat / Dorpsstraat    | Buggenum    | brons     | Hartbeeld    |
| 1922        | Heilige Antonius (reliëf)     |                                    | Nierstraat                   | Ell         |           |              |
| 1923        | Heilig Hartbeeld (Roggel)     |                                    | Markt                        | Roggel      | gietijzer | Hartbeeld    |
| (1917-1924) | Heilig Hartbeeld (Haelen)     | Mathieu Houtermans                 | Onder de Wien                | Haelen      |           | Hartbeeld    |
| 1929        | Heilig Hartbeeld (Neeritter)  | Atelier Thissen                    | Krekelbergplein              | Neeritter   |           | Hartbeeld    |
| 1931        | Heilig Hartbeeld (Baexem)     | Atelier Thissen                    | Stationsstraat               | Baexem      |           |              |
| 1934        | Heilig Hartbeeld (Ell)        | Atelier Thissen                    | Nierstraat                   | Ell         |           | Hartbeeld    |
| 1952        | Maria                         |                                    | Pinxtenstraat 2              | Haler       |           |              |
| 1970        | De Harlekijn                  | Cor van Geleuken                   | Dorpsstraat / Kennedrystraat | Baexem      |           |              |
| 1977        | Schutterijmonument            | Ben Cox / Joseph H. (Sjef) Eijmael | Driessensstraat              | Neeritter   |           |              |
| 1987        | De Foekepotter                | Harry van de Boel                  | Marktplein                   | Grathem     | brons     |              |
| 1988        | De Gangmaker                  | Jaac Waeyen                        | Dorpsstraat                  | Heel        | brons     | De Gangmaker |
| 2000        | Oorsprong                     | W.Kämhoff                          | Eduard van Wegbergplein      | Heythuysen  | brons     |              |
| 2001        | Monument van Verdraagzaamheid | Thea Houben                        | Roggelseweg                  | Haelen      | brons     | Monument     |
| 2016        | De Roggelse Waterbol          |                                    | Markt                        | Roggel      |           |              |
|             | Kujeldreier                   |                                    |                              | Kelpen-Oler |           | Kujeldreier  |
|             | (fontein)                     |                                    | Kerkplein / Roggelseweg      | Haelen      |           |              |
|             | Sint Servatius                |                                    | St.Servaasweg                | Nunhem      |           |              |